# VVV-Venlo
VVV-Venlo (VVV står for Venlose Voetbal Vereniging) er en hollandsk fodboldklub fra Venlo i Limburg. I 2013 spiller klubben i Æresdivisionen. 
VVV rykkede igen op i Æresdivisionen da de besejrede RKC Waalwijk i play-off i sæsonen 2006-2007. Efter en enkelt sæson i den bedste liga rykkede de ned i 1.division. Imidlertid vandt VVV-Venlo den efterfølgende sæson i 1.division og rykkede igen op i Æresdivisionen.
I sæsonen 2009-2010 nåede klubben sit bedste ligaresultat siden 1988, som nr. 12 i Æresdivisionen.

## Stadion
VVV Venlo har hjemmebane på De Koel i Venlo. Stadion har plads til 8.000 tilskuere og er opført i 1972. Det er navngivet efter sin hovedsponsor og hedder specifikt 'Seacon Stadion De Koel'.